# تل عجم
تل عجم، روستایی از توابع بخش ویسیان شهرستان خرم‌آباد در استان لرستان ایران است.

## جمعیت
این روستا در دهستان شوراب قرار دارد و براساس سرشماری مرکز آمار ایران در سال ۱۳۸۵، جمعیت آن ۹۵ نفر (۲۳خانوار) بوده‌است. دارای مردمانی خوش قلب و آب و هوای خوب و خوش و زادگاه تحصیل کرده‌های بسیار زیادی می‌باشد. شغل اصلی مردم دامداری و کشاورزی و باغداری  می‌باشد، و مشکلات فروانی از جمله نبود خانه بهداشت، نبودن اطلاعات کافی راجع‌ به محصولات دامی و کشاورزی، سطح کوچه‌ها آسفالت نیست و.......